# Rue Ferréol-Bolo
Pour les articles homonymes, voir Ferréol et Bolo (homonymie).
La rue Ferréol-Bolo est une voie de Nantes, en France.

## Situation et accès
Située dans le centre-ville de Nantes, la rue Ferréol-Bolo, qui relie la place du Commandant-Jean-L'Herminier à la rue d'Alger, est bitumée et ouverte à la circulation automobile. L'accès à cette artère se fait en passant sous un porche à chacune des extrémités. Sur son côté est, la rue rencontre deux autres voies : l'impasse du Sanitat et le cours Corbilo.

## Origine du nom
Après s'être appelée « impasse du Sanitat », puis « passage du Sanitat », la voie rend mémoire à Ferréol Bolo (1889-1956), adjoint au maire de Nantes.

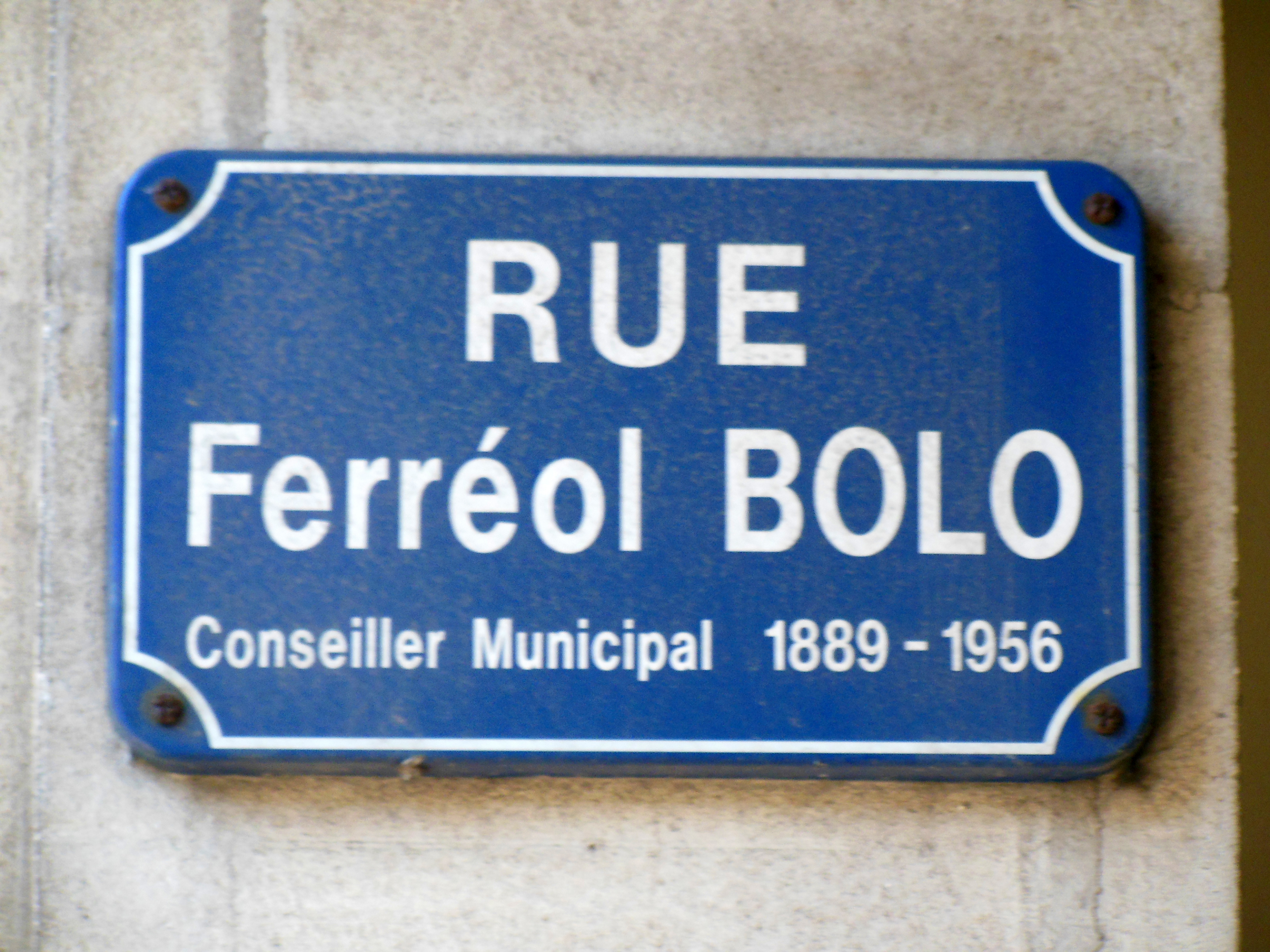
Plaque de rue.

## Historique
La rue était bordée de caves voûtées et très solides, appartenant à un négociant en vins, qui avaient remplacé les anciennes caves du Sanitat. Édouard Pied indique qu'une de ces pièces avait servi de lieu de réunion pour la célébration du culte de l'« Église catholique française », qui s'y pratiquait encore entre 1840 et 1842.
Avant la Seconde Guerre mondiale, le passage du Sanitat était plus long que de nos jours puisqu'il débouchait sur le quai de la Fosse par l'intermédiaire d'un porche. Les bombardements de 1943 auront raison de l'immeuble qui abritait cette ouverture et qui ne sera pas reconstruit après le conflit, la municipalité préférant conserver cet espace pour aménager la « place du Commandant-Jean-L'Herminier », amputant ainsi la longueur de l'artère d'environ 40 mètres.
Après s'être appelée « impasse du Sanitat », puis « passage du Sanitat », la voie prend son appellation actuelle.

## Rues latérales secondaires

### Impasse du Sanitat
L'impasse, située près de la place du Commandant-Jean-L'Herminier, communique avec celle-ci par un petit cours auquel on accède par un escalier.
Localisation : 47° 12′ 35″ N, 1° 34′ 03″ O

### Cours Corbilo
Corbilo est le nom d'un site portuaire gaulois situé le long de la Loire, à la localisation mal définie.
Localisation : 47° 12′ 36″ N, 1° 34′ 04″ O